# يوم تذكار الإبادة الجماعية للأرمن
يوم تذكار الإبادة الجماعية للأرمن أو يوم تذكار المذبحة (بالأرمنية: Մեծ Եղեռնի զոհերի հիշատակի օր) هي عطلة رسمية في 24 أبريل في أرمينيا وجمهورية مرتفعات قرة باغ يستذكر الأرمن والشتات الأرمني بهذا اليوم ضحايا الإبادة الجماعية للأرمن عام 1915. كانت الإبادة الجماعية للأرمن سلسلة من المذابح والتجويع والتهجير القسري التي تعرض لها 1.5 مليون أرمني على يد الحكومة العثمانية. في يريفان، عاصمة أرمينيا، يسير مئات الآلاف من الناس إلى النصب التذكاري للإبادة الجماعية تسيتسيرناكابيرد لوضع الزهور على اللهب الأبدي.
يعود أصل الذكرى إلى قرار عثماني باعتقال وإعدام مجموعة من المثقفين والأعيان الأرمن في إسطنبول في 24 نيسان 1915.
اختير هذا اليوم أول مرة من قبل أرمن لبنان بمناسبة الذكرى الخمسين لهذه المناسبة سنة 1965. وشهد اليوم من كل عام مظاهرات وتجمعات في مناطق تواجد الأرمن حول العالم لاستذكار ضحايا المذابح. كما اختير هذا اليوم عطلة رسمية لجمهورية أرمينيا السوفييتية سنة 1988.
يستذكر الآشوريون/السريان/الكلدان كذلك في هذا اليوم ذكرى ضحاياهم خلال مذابح سيفو.

## تاريخ

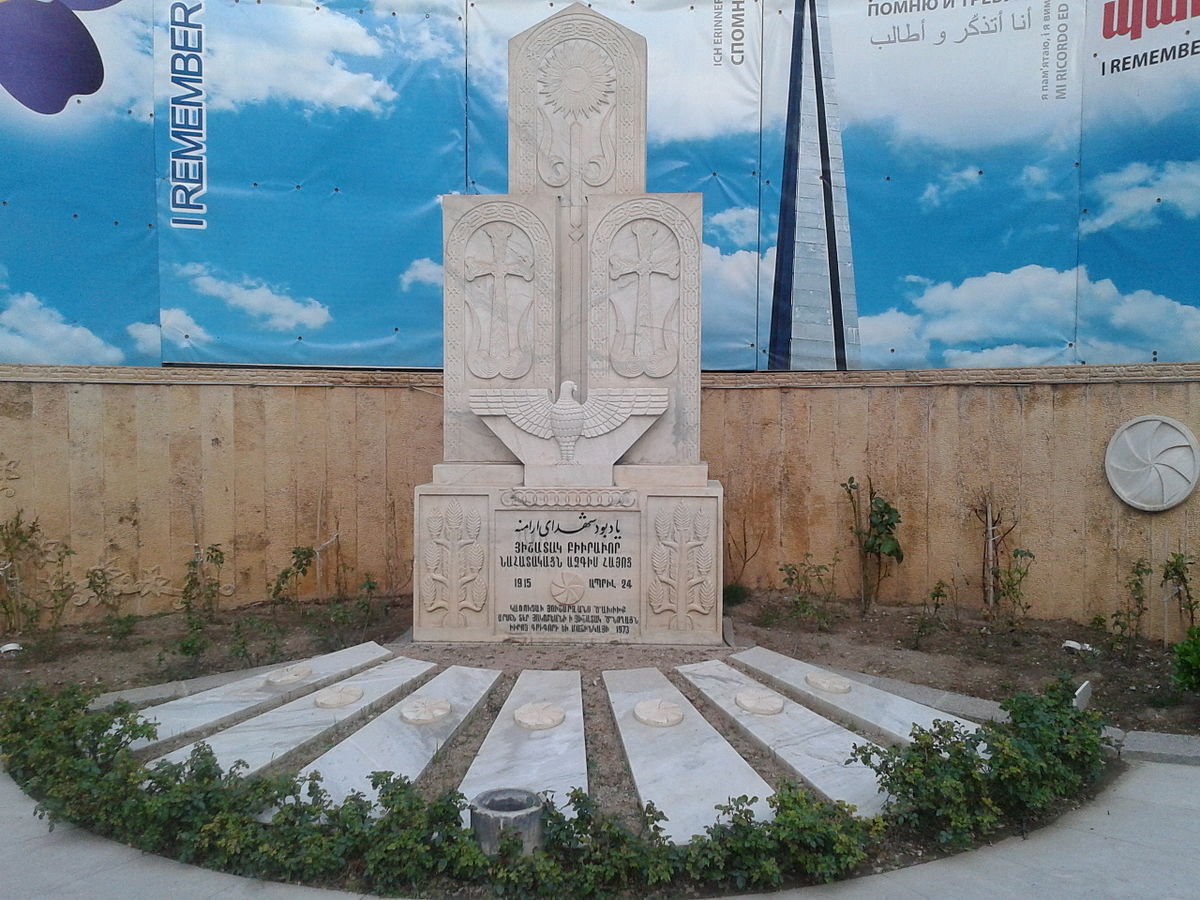
نصب تذكار الإبادة الجماعية للأرمن في كنيسة القديس سركيس بطهران.

يصادف تاريخ 24 أبريل ذكرى ترحيل المثقفين الأرمن في 24 أبريل 1915 من القسطنطينية (إسطنبول الحالية). أقيم الاحتفال الأول، الذي نظمته مجموعة من الناجين من الإبادة الجماعية للأرمن، في إسطنبول عام 1919 في كنيسة القديس ترينيتي الأرمنية المحلية. وشارك العديد من الشخصيات البارزة في الجالية الأرمنية في إسطنبول في إحياء الذكرى. بعد إحياء الذكرى الأولى في عام 1919، أصبح هذا التاريخ هو اليوم السنوي لإحياء ذكرى الإبادة الجماعية للأرمن.
في 9 أبريل عام 1975، أصدر مجلس النواب الأمريكي قرارًا مشتركًا رقم 148 بتعيين يوم 24 أبريل يومًا وطنيًا لإحياء ذكرى وحشية الإنسان تجاه الإنسان. أحيا القرار ذكرى ضحايا الإبادة الجماعية، وخاصةً أولئك من أصل أرمني الذين قتلوا خلال الإبادة الجماعية التي ارتكبت في عام 1915، إلا أن القرار فشل في تمريره في اللجنة القضائية بمجلس الشيوخ الأمريكي بسبب معارضة الرئيس جيرالد فورد القوية لما اعتبره تهديدًا لتحالف البلاد الاستراتيجي مع تركيا.
في عام 1988، اعتمدت جمهورية أرمينيا الاشتراكية السوفيتية رسميًا يوم 24 أبريل يومًا عامًا لإحياء الذكرى.:215
في عام 1997 أعلنت جمعية ولاية كاليفورنيا يوم 24 أبريل يومًا لإحياء ذكرى الإبادة الجماعية للأرمن في الفترة من 1915 إلى 1923، ولضحايا مذبحة سومغيت عام 1988 ومذبحة باكو عام 1990.:232
في عام 2007، أصدرت الأرجنتين القانون الوطني رقم 26199، الذي حدد 24 أبريل "يوم العمل من أجل التسامح والاحترام بين الشعوب"، حيث يُعفى الأرمن الأرجنتينيون من العمل.
في عام 2015، أقر مجلس العموم الكندي بالإجماع اقتراح M-587، الذي اقترحه براد بوت، بمناسبة شهر أبريل ليكون شهر ذكرى الإبادة الجماعية وإدانتها ومنعها، وتعيين 24 أبريل يوم ذكرى الإبادة الجماعية للأرمن.
في عام 2019، احتفلت فرنسا بأول ذكرى وطنية لها للإبادة الجماعية للأرمن، حيث أعلن الرئيس الفرنسي إيمانويل ماكرون يوم 24 أبريل "يومًا وطنيًا لإحياء ذكرى الإبادة الجماعية للأرمن"، وفاءً بتعهد الحملة الانتخابية.
في عام 2021، أصدر الرئيس الأمريكي جو بايدن بيانًا لإحياء ذكرى "حياة كل من ماتوا في الإبادة الجماعية للأرمن في العهد العثماني"، وفاءً بتعهد حملته الانتخابية.